# Frédéric-Charles Joseph d'Erthal
Frédéric-Charles Joseph d'Erthal (3 janvier 1719 à Lohr am Main † 25 juillet 1802 à Aschaffenbourg) est le dernier prince-évêque de Mayence. Il est également évêque de Worms.
Son règne marque la décadence de l'évêché et de la principauté de Mayence. Son frère cadet, Franz Ludwig von Erthal, est prince-évêque de Wurtzbourg et de Bamberg.

## 1774: le candidat des conservateurs
Le prédécesseur de d'Erthal, l'évêque Emeric-Joseph de Breidbach de Burrisheim, en introduisant les idées des Lumières (l'Aufklärung) dans la principauté, s'est acquis une immense popularité. À sa mort, le chapitre ecclésiastique est divisé en deux camps : l'un favorable à la poursuite de l'ouverture, l'autre, très majoritaire, partisan d'une restauration immédiate des anciennes valeurs.
Juste après les obsèques du prince-évêque Emeric-Joseph, les premières mesures d'abrogation des idées nouvelles dans les écoles et les monastères sont conduites avec efficacité par le doyen Frédéric-Charles Joseph d'Erthal. Pour cette raison, le chapitre le choisit comme nouveau prince-archevêque le 18 juillet 1774, élection qui fait craindre aux citadins un recul complet de l'esprit des Lumières. Erthal, qui est élu par la suite évêque de Worms, maintient tous les ennemis des Lumières aux postes-clef, comme celui de préfet des études du diocèse : il s'oppose ainsi à toute ouverture. Il est consacré le 14 mai 1775 par Ludwig Philipp Behlen (de) avec comme co-consécrateurs Franz Xaver Anton von Scheben (de) et Johann Georg Joseph von Eckart.
Sur le plan politique, le nonce papal aussi bien que l'empereur Joseph II comptent aussi sur d'Erthal pour réchauffer les relations diplomatiques avec Vienne. C'est une erreur. Mené par l'ambition de jouer, en tant que chancelier, un rôle de premier plan au sein de l'Empire, d'Erthal prend ses distances avec un empereur dont les préoccupations dynastiques lui paraissent futiles. Le 18 octobre 1785, il se rallie même à la ligue d’États allemands (ouvertement protestante) menée par la Prusse. Toutefois, les tensions confessionnelles persistantes au sein de cette ligue, et l'orientation surtout politique voulue par la Prusse dans son propre intérêt (lutte d'influence avec l'Autriche, dualisme) amoindrissent la portée de la décision de l'archevêque de Mayence.

## Erthal et le siècle des Lumières

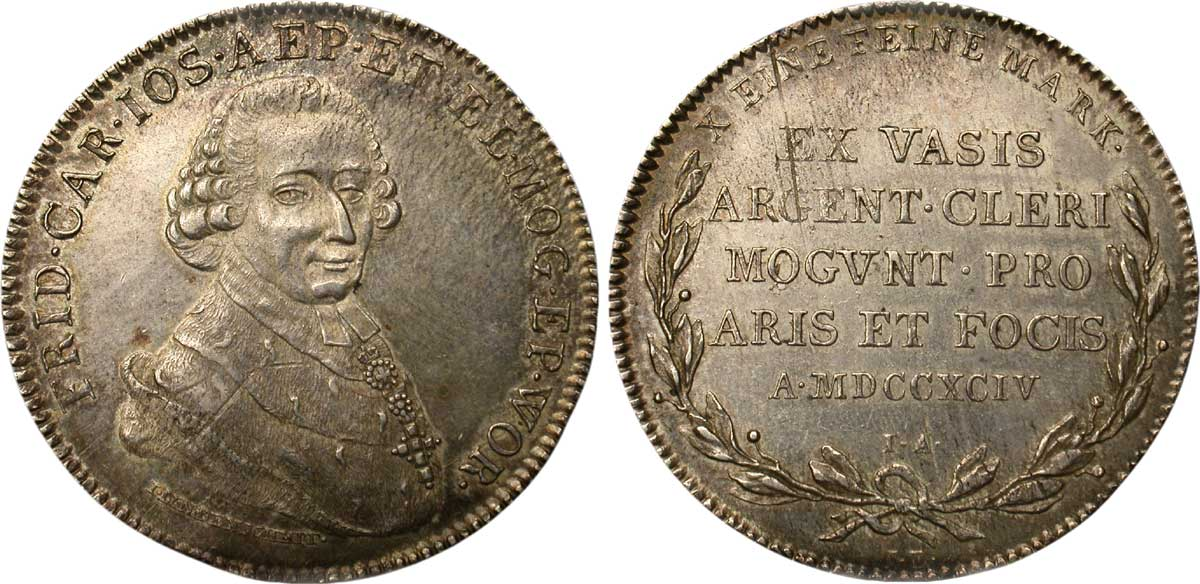
Thaler de contribution de l’archevêché de Mayence à l'effigie de Frédéric-Charles Joseph Von Erthal, 1794.

L'archevêque perd aussi graduellement l'appui du chapitre de Mayence. Il apparait peu de temps après l'élection que l'esprit des Lumières n'allait pas disparaître sous le règne de d'Erthal. Dès décembre 1774, il met en place pour réformer l'enseignement une commission ouverte aux réformes et toute imprégnée des idées des philosophes. En 1777, d'Erthal se convertit aux principes de gouvernement de son prédécesseur, rétablissant le secours aux nécessiteux, l'hôpital public et les hospices. Sa politique religieuse et universitaire se colore d'un certain libéralisme (pragmatique, sans esprit de système). Il disperse des confréries monastiques devenues fantomatiques et réinvestit leurs revenus en faveur de l'université, dont il a été recteur de 1757 à 1763. Le fonds institué par l'archevêque persiste encore aujourd'hui. D'Erthal recrute Georg Forster au poste de bibliothécaire de l'université de Mayence.
Sa politique est vraiment celle d'un prince éclairé à partir de 1781 : il réforme les universités de Mayence et d'Erfurt et fait imprimer un missel en allemand. Sur le plan politique, il cherche à renforcer les pouvoirs des vicaires et tente un rapprochement avec les luthériens : il cherche, au fond, à bâtir une église catholique nationale allemande. Une telle tentative ne peut aboutir sans difficulté dans un contexte où les évêques redoutent la montée en puissance des vicaires ; quant aux évêques qui peuvent s'en accommoder, ils n'approuvent certainement pas un rapprochement avec les églises protestantes.
Lorsque d'Erthal reconnait qu'il ne pourrait atteindre son but, il se détourne de la politique. Avec son coadjuteur et successeur de plein droit Charles-Théodore de Dalberg (nommé le 5 juin 1787), il tente bien encore quelques manœuvres, mais le cours des événements les relègue promptement à l'arrière-plan. Face aux progrès des idées révolutionnaires venues de France, les anciennes institutions voient leurs jours désormais comptés.

## Pendant la Révolution
Mayence est comme Coblence pendant la Révolution un centre de la contre-révolution et accueille de nombreux émigrés. La ville est occupée en 1792 par Adam Philippe de Custine, puis assiégée l'année suivante par les forces de coalition entre le 6 avril et le 22 juillet. La forteresse de Mayence est cédée à la France en 1797. Les Français annexent la rive gauche du Rhin en 1801. Les biens de l'archevêque sont sécularisés en 1803.

## Succession apostolique
Frédéric-Charles Joseph d'Erthal a ordonné les évêques suivants :
- Évêque Franz Ludwig von Erthal (1779)
- Évêque Johann Valentin Heimes (de) (1780)
- Évêque Stephan Alexander Würdtwein (de) (1783)
- Archevêque Charles-Théodore de Dalberg (1788)